# Miniopterus fuliginosus
Miniopterus fuliginosus és una espècie de ratpenat que viu a gran part de la meitat sud d'Àsia. Se'l troba a l'Afganistan, Armènia, l'Azerbaidjan, Bangladesh, Bhutan, Brunei, Cambodja, la Xina, Hong Kong, l'Índia, Indonèsia, l'Iran, l'Iraq, el Japó, el Kazakhstan, Corea del Nord, Corea del Sud, el Kirguizstan, Laos, Malàisia, Myanmar, el Nepal, el Pakistan, les Filipines, Sri Lanka, Taiwan, el Tadjikistan, Tailàndia, el Turkmenistan, l'Uzbekistan i el Vietnam.